# Diamantīs Slaftsakīs
Diamantīs Slaftsakīs (in greco Διαμαντής Σλαφτσάκης?; Panorama, 27 luglio 1994) è un cestista greco.